# Св. св. Кирил и Методий (православна църква в Прага)
Вижте пояснителната страница за други значения на Св. св. Кирил и Методий.
„Св. св. Кирил и Методий“ (на чешки: Kostel sv. Cyrila a Metoděje) е православна църква в Прага, Чехия, катедрала на Православната църква на Чешките земи и Словакия.

## История
Построена е в периода 1730 – 1736 г. от Килиан Игнац Динценхофер. Значително се различава от останалите пражки барокови църкви с по-скоро монументалния си вид.
Първоначално носи името „Свети Карло Боромео“ и е римокатолическа църква. От 1783 година не се използва като църква. На 29 юли 1933 година Министерският съвет, по молба на Чешката православна епархия, дава сградата за дългосрочно ползване като катедрала на Чехословашката православна църква. Тогава църквата е посветена на светите братя Кирил и Методий, които донасят православното християнство в Моравия.

## Бой в църквата през май 1942 г.
Днес църквата е известен символ на чешката съпротива срещу нацизма. В криптата ѝ са се укривали членовете на съпротивата, които през май 1942 г. извършват атентат срещу райхспротектора на протектората Бохемия и Моравия Райнхард Хайдрих. На 18 юни 1942 г. след предателство те са обкръжени и се самоубиват, за да не попаднат в ръцете на германците. В криптата е създаден музей на членовете на съпротивата.